# Lontano dagli occhi/San Firmino
Lontano dagli occhi/San Firmino è un singolo del cantante italiano Sergio Endrigo, pubblicato nel febbraio 1969.

## Descrizione
Entrambi i brani sono scritti da Sergio Bardotti per il testo e da Endrigo e Luis Bacalov per la musica, editi dalle edizioni musicali Usignolo e arrangiati da Giancarlo Chiaramello.
Lontano dagli occhi fu presentata al Festival di Sanremo 1969 da Endrigo in doppia esecuzione con Mary Hopkin; in origine, ad accompagnare Endrigo avrebbero dovuto essere gli Aphrodite's Child, ma i componenti del trio greco, all'ultimo momento e per ragioni mai chiarite, decisero di non partecipare. La canzone ottenne il 2º posto al festival e raggiunse il 18º posto nella classifica delle vendite
Il titolo della canzone deriva dal detto Lontano dagli occhi, lontano dal cuore, che spiega come un grande sentimento, se non vissuto direttamente, rischia di affievolirsi sotto l’effetto della lontananza.
San Firmino descrive, in maniera ironica, una processione di paese della statua di un santo, San Firmino, con le preghiere e le richieste di grazie dei fedeli. La canzone venne inclusa l'anno successivo nell'album dal vivo del cantautore L'arca di Noè.

## Tracce
Testi di Sergio Bardotti, musiche di Sergio Endrigo, Luis Bacalov.
1. Lontano dagli occhi
2. San Firmino

## Cover
Della title track Lontano dagli occhi esistono alcune cover.
- La Hopkin, nello stesso 1969, incise la canzone nel 45 giri Lontano dagli occhi/The Game.
- Liliane Saint-Pierre nel 1969 in francese con il titolo Si loin des yeux, si loin du cœur[5].
- Sempre nel 1969 gli Aphrodite's Child realizzarono una propria versione che raggiunse il 36º posto in classifica.[1]
- Nel 1969, la cantante belga Liliane Saint-Pierre ne fece una cover in francese con il titolo "Parce que tu me quittes".[5]
- Nel 1970  Giuliana Valci ha inciso una sua versione che è inserita nella raccolta pubblicata nel 2008.
- Nel 2009 Morgan incide Lontano dagli occhi nella suo album Italian Songbook Volume 1
- Nel 2014 Gianna Nannini incide la canzone nell'album Hitalia.
- Nel 2020 Donatella Moretti nell'album 2020 (Interbeat - INTLP 01-19).